# Comuna Horenîci, Kiev-Sveatoșîn
Horenîci (în ucraineană Гореничі) este o comună în raionul Kiev-Sveatoșîn, regiunea Kiev, Ucraina, formată din satele Hnativka, Horenîci (reședința), Luka și Stoianka.

## Demografie
Componența lingvistică a comunei Horenîci
     Ucraineană (96,02%)
     Rusă (3,43%)
     Alte limbi (0,17%)
Conform recensământului din 2001, majoritatea populației comunei Horenîci era vorbitoare de ucraineană (96,02%), existând în minoritate și vorbitori de rusă (3,43%).